# Torneo de Acapulco 2018
El Abierto Mexicano Telcel 2018 fue un evento de tenis ATP 500 en su rama masculina y WTA International Tournaments en la femenina. Se disputó en el Puerto de Acapulco, Guerrero (México), en el complejo Fairmont Acapulco Princess y en pistas duras al aire libre, siendo parte de un conjunto de eventos que hacen de antesala al Masters de Indian Wells 2018, entre el 26 de febrero y el 3 de marzo de 2018 en los cuadros principales masculinos y femeninos.

## Distribución de puntos
| Modalidad            | Campeón | Finalista | Semifinales | Cuartos de final | 2.ª ronda | 1.ª ronda | Clasificados | 2.ª ronda de clasificación | 1.ª ronda de clasificación |
| Individual masculino | 500     | 330       | 200         | 100              | 50        | 0         | 25           | 13                         | 0                          |
| Dobles masculino     | 500     | 300       | 180         | 90               | –         | –         | 45           | 25                         | 0                          |

| Modalidad           | Campeona | Finalista | Semifinales | Cuartos de final | 2ª ronda | 1ª ronda | Clasificadas | 2ª ronda de clasificación | 1ª ronda de clasificación |
| Individual femenino | 280      | 180       | 110         | 60               | 30       | 1        | 18           | 12                        | 1                         |
| Dobles femenino     | 280      | 180       | 110         | 60               | 1        | -        | -            | -                         | -                         |

## Cabezas de serie

### Individuales masculino
| Tenista               | Ranking | Preclasificado |
| Rafael Nadal          | 2       | 1              |
| Alexander Zverev      | 5       | 2              |
| Dominic Thiem         | 6       | 3              |
| Jack Sock             | 8       | 4              |
| Kevin Anderson        | 9       | 5              |
| Juan Martín del Potro | 10      | 6              |
| Sam Querrey           | 12      | 7              |
| John Isner            | 18      | 8              |

- Ranking del 19 de febrero de 2018.[3]

### Dobles masculino
| Tenista                   | Ranking | Preclasificado |
| Łukasz Kubot Marcelo Melo | 2       | 1              |
| Oliver Marach Mate Pavić  | 11      | 2              |
| Jamie Murray Bruno Soares | 17      | 3              |
| Bob Bryan Mike Bryan      | 28      | 4              |

### Individuales femenino
| Tenista             | Ranking | Preclasificada |
| Sloane Stephens     | 13      | 1              |
| Kristina Mladenovic | 14      | 2              |
| Daria Gavrilova     | 26      | 3              |
| Shuai Zhang         | 34      | 4              |
| Irina-Camelia Begu  | 38      | 5              |
| Alizé Cornet        | 40      | 6              |
| Lesia Tsurenko      | 42      | 7              |
| Tatjana Maria       | 57      | 8              |

- Ranking del 19 de febrero de 2018.[4]

### Dobles femenino
| Tenista                            | Ranking | Preclasificada |
| Anna Smith Renata Voráčová         | 82      | 1              |
| Monique Adamczak Natela Dzalamidze | 118     | 2              |
| Alla Kudryavtseva Arina Rodionova  | 136     | 3              |
| Lara Arruabarrena Arantxa Parra    | 141     | 4              |

## Campeones

### Individual masculino
Juan Martín del Potro venció a  Kevin Anderson por 6-4, 6-4

### Individual femenino
Lesia Tsurenko venció a  Stefanie Vögele por 5-7, 7-6(7-2), 6-2

### Dobles masculino
Jamie Murray /  Bruno Soares vencieron a  Bob Bryan /  Mike Bryan por 7-6(7-4), 7-5

### Dobles femenino
Tatjana Maria /  Heather Watson vencieron a  Kaitlyn Christian /  Sabrina Santamaria por 7-5, 2-6, [10-2]